# 蔓芒萁
蔓芒萁（学名：Dicranopteris tetraphylla）为裏白科芒萁屬下的一个种。